# Lauschgift
Lauschgift ist das vierte reguläre Studioalbum der Hip-Hop-Gruppe Die Fantastischen Vier. Es wurde am 11. September 1995 bei Sony Music Entertainment veröffentlicht. Der Titel des Stückes stammt, wie auch der einleitende 17-sekündige Ausschnitt, aus dem Film Frühstück bei Tiffany. 2009 erschien anlässlich des 20. Bühnenjubiläums der Band eine digital überarbeitete Version des Albums, die auch Bonustitel enthält. Im Jahr 2013 wurde Lauschgift in der Rubrik Meilensteine des Online-Magazins laut.de mit fünf von fünf Punkten bewertet.

## Stil und Texte
Mit Lauschgift entwickelten Die Fantastischen Vier ihren Stil konsequent weiter. Von dem psychedelischen Klangbild des Vorgängeralbums Die 4. Dimension ist nur mehr wenig übrig geblieben.
Die Texte behandeln unter anderem das Leben als erfolgreicher Musiker (Populär, Locker bleiben), sind aber zum Teil auch nachdenklich bis philosophisch (Thomas und die Philosophie, Ich bin, Krieger). Sie ist weg und Love Sucks beleuchten das Thema Liebe.
Erneut sind zwischen den Stücken mehrfach Zitate und Samples zu hören, unter anderem von Albert Einstein (Albert und die Philosophie). Das Intro zu Beginn des Albums ist eine Sprachsequenz aus dem amerikanischen Spielfilm Frühstück bei Tiffany, deutsch synchronisiert, von 1961, in dieser Szene macht die Filmfigur Mr. Yunioshi, gespielt von Schauspieler Mickey Rooney, ein Polizeiteam auf vermutetes Rauschgift in der Nachbarwohnung seines Wohnhauses aufmerksam, wobei Mr. Yunioshi wegen seiner japanischen Herkunft jedoch kein R sprechen kann und stattdessen „Hier ist überall Lauschgift!“ sagt.
Der Satz „Der Schlafende muss erwachen“ und das Mantra „Heil Usul“ sind aus dem Film Der Wüstenplanet von 1984.
Der Titel des Songs Die Geschichte des O spielt auf den französischen Film Die Geschichte der O von 1975 an.

## Titelliste
| Nr. | Titel                        | Länge |
| --- | ---------------------------- | ----- |
| 1.  | Lauschgift                   | 0:17  |
| 2.  | Populär                      | 3:28  |
| 3.  | Sie ist weg                  | 3:52  |
| 4.  | Frühstück                    | 0:39  |
| 5.  | Was geht                     | 3:57  |
| 6.  | Nur in deinem Kopf           | 3:42  |
| 7.  | Tokio - Paris                | 0:23  |
| 8.  | Die Geschichte des O         | 4:00  |
| 9.  | Ich bin                      | 1:48  |
| 10. | Hey Baby                     | 0:39  |
| 11. | Michi gegen die Gesellschaft | 4:52  |
| 12. | Brems 2000                   | 2:56  |
| 13. | Thomas und die Philosophie   | 4:39  |
| 14. | On the Next Album            | 0:48  |
| 15. | Locker bleiben               | 3:10  |
| 16. | Love Sucks                   | 4:20  |
| 17. | Wie die Anderen              | 0:51  |
| 18. | Konsum                       | 4:30  |
| 19. | Krieger                      | 6:37  |
| 20. | Albert und die Philosophie   | 0:32  |

## Erfolge
Das Album erreichte in Deutschland, Österreich und der Schweiz jeweils die Top-10 der Hitparaden. Als Singles wurden Sie ist weg, Populär und Nur in deinem Kopf ausgekoppelt. Sie ist weg erreichte in Deutschland Platz eins, in der Schweiz Platz zwei der Singlehitparade. In Österreich schaffte es die Single auf Platz 16.

### Chartplatzierungen
| ChartsChartplatzierungen | Höchstplatzierung | Wochen |
| ------------------------ | ----------------- | ------ |
| Deutschland (GfK)        | 2 (38 Wo.)        | 38     |
| Österreich (Ö3)          | 10 (18 Wo.)       | 18     |
| Schweiz (IFPI)           | 5 (22 Wo.)        | 22     |

| ChartsJahrescharts (1995) | Platzierung |
| ------------------------- | ----------- |
| Deutschland (GfK)         | 23          |
| Schweiz (IFPI)            | 31          |

| ChartsJahrescharts (1996) | Platzierung |
| ------------------------- | ----------- |
| Deutschland (GfK)         | 64          |

### Auszeichnungen für Musikverkäufe
| Land/Region        | Auszeichnungen für Musikverkäufe (Land/Region, Auszeichnung, Verkäufe) | Verkäufe |
| ------------------ | ---------------------------------------------------------------------- | -------- |
| Deutschland (BVMI) | Platin                                                                 | 500.000  |
| Österreich (IFPI)  | Gold                                                                   | 25.000   |
| Schweiz (IFPI)     | Gold                                                                   | 25.000   |
| Insgesamt          | 2× Gold · 1× Platin ·                                                  | 550.000  |